# Ljudmila Andronova
Ljudmila Andronova (bugarski: Людмила Андонова; Novočerkask, 6. svibnja 1960.) umirovljena je bugarska atletičarka, natjecateljica u skoku u vis. Od 1984. do 1986. držala je svjetski rekord u ženskom skoku u vis s rezultatom od 2,07 metara, koji je oborila njezina sunarodnjakinja Stefka Kostadinova. Za Bugarsku je nastupila na Olimpijskim igrama 1988. u Seoulu i 1992. u Barceloni.
Jedini veći športski uspjeh ostvarila je osvajanjem srebnog odličja na Ljetnoj univerzijadi 1981. u rumunjskom glavnom gradu Bukureštu s preskočenih 1,94 metara.
Na Eruopskom prvenstvu 1982. u grčkoj Ateni bila je 6. (1,91 m), a na Svjetskom prvenstvu 1987. u Rimu 12. (1,91 m).
1985. bila je suspendirana tbog uzimanja nedozvoljenog sredstva (dopinga) pod imenom amfetamin, vrlo raširenog športskog dopinga.
Dva puta bila je prvakinja Jugoistočne Europe u skoku u vis: u Sarajevu 1991. i Ateni 1984. godine. Bila je višestruka bugarska državna prvakinja.
Udana je za bugarskog desetobojca Atanasa Andonova, natjecatelja na Olimpijskim igrama 1980. u Moskvi.